# Biserica Sfântul Procopie din Bădeuți
Biserica „Sfântul Procopie” din Bădeuți a fost o biserică ortodoxă ctitorită de Ștefan cel Mare în anul 1487 în satul Bădeuți (înglobat astăzi din punct de vedere administrativ orașului Milișăuți din județul Suceava). Pictură exterioara a fost distrusă în anul 1790 la lucrări de renovare, iar biserica însăşi a fost distrusă în anul 1916 de armata austro-ungară.
În prezent, din biserică s-au mai păstrat niște ruine ale peretelui vestic. Ruinele se află lângă biserica de lemn din cimitirul satului Bădeuți, în punctul "Vatra satului", aflat la limita localităților Bădeuți și Milișăuți.
Ruinele bisericii „Sf. Procopie” din Bădeuți au fost incluse pe Lista monumentelor istorice din județul Suceava din anul 2015, având codul de clasificare cod LMI SV-II-m-A-05491. Zona ruinelor este și ea sit arheologic, având codul SV-I-s-A-05396.

## Istoric

### Ctitorire
În timpul domniei lui Alexandru cel Bun (1400-1432), a fost construită în Bădeuți o biserică pe care voievodul a dăruit-o Episcopiei de Rădăuți, danie întărită apoi de Ștefan cel Mare. Ea s-a ruinat cu timpul.
La 8 iulie 1481, zi în care este prăznuit Sfântul Mare Mucenic Procopie (sfânt militar), voievodul moldovean Ștefan cel Mare (1457-1504) a obținut o victorie în lupta de la Râmnicu Sărat împotriva lui Basarab al IV-lea cel Tânăr (Țepeluș), domnul Țării Românești (1477-1481, 1481-1482).
Cronicarul moldovean Grigore Ureche în Letopisețul său afirmă despre lupta de la Râmnicu Sărat, cu Basarab cel Tânăr (Țepeluș), din 1481 că s-ar fi "arătat lui Ștefan vodă Sfântul Mucenicu Procopie, umblându deasupra războiului călare și într-armatu ca un viteazu, fiindu într-ajutoriu lui Ștefan vodă și dându vâlhvă oștii sale. Ci ieste de a-l și crederea acestu cuvântu, că, daca s-au întorsu Ștefan vodă cu toată oastea sa, cu mare pohfală, ca un biruitoriu, la scaunul său, la Suceava, au zidit biserică pre numele Sfântului Mucenicu Procopie, la satu la Badeuți, unde trăiește și până astăzi".
În semn de mulțumire pentru victoria sa, Ștefan cel Mare a înălțat între 8 iunie și 13 noiembrie 1487 o biserică cu hramul "Sf. Procopie" în satul Bădeuți (astăzi parte componentă a orașului Milișăuți) din apropiere de orașul Rădăuți.
Pisania bisericii se afla încastrată în zid în dreapta intrării de pe fațada sudică a pronaosului și consemnează următoarele: "În anul 6989 (=1481), luna iulie, 8, în ziua Sfântului Mare Mucenic Procopie, Io Ștefan Voievod, din mila lui Dumnezeu Domn al Țării Moldovei, fiul lui Bogdan Voievod, și cu preaiubitul său fiu Alexandru, a făcut război la Râmnic cu Basarab Voievod cel Tânăr, domn al Țării Românești, poreclit Țapaluș. Și a ajutat Dumnezeu pe Ștefan Voievod și a biruit pe Basarab Voievod și a fost pieire (cădere) foarte mare printre Basarabi. De aceea Ștefan Voievod a binevoit, cu a sa bunăvoință și cu gând bun, a zidi casa aceasta întru numele Sfântului Mare Mucenic Procopie, în anul 6995 (=1487); și s-a început în luna iunie, 8; și s-a sfârșit în același an, în luna noiembrie, 13". O traducere asemănătoare a făcut și istoricul Gheorghe Balș în 1925. Pisania vechii biserici a fost păstrată la biserica de lemn din cimitirul satului, iar astăzi se află în lapidariumul Muzeului Național de Istorie al României.

### Distrugere
În anul 1775, partea de nord a Principatului Moldovei a fost anexată de către Imperiul Habsburgic, noul teritoriu fiind denumit Bucovina. Printre preoții care au slujit aici menționăm numele parohului Alexandru Ciupercovici (1823-1902), viitor arhiepiscop al Cernăuților și mitropolit al Bucovinei și Dalmației (1896-1902). El a păstorit în satele Bădeuți și Milișăuți între anii 1853-1866, după care s-a călugărit la Mănăstirea Putna.
În decursul timpului, biserica a suferit mai multe avarii. După cum scria în 1912 istoricul de artă polonez Władysław Podlacha, în anul 1790 s-au executat o serie de reparații. Biserica a avut până atunci patru turle, dar trei dintre ele au fost eliminate și a rămas numai cea mare. Tot atunci s-a reconstruit bolta din pronaos și au fost tencuiți pereții exteriori, fiind distruse picturile murale. În anul 1887 a fost curățată pictura interioară, iar în 1890 a fost înlocuită învelitoarea din șindrilă a turlei aflate deasupra naosului.
Arhitectul austriac Karl Romstorfer a realizat în 1897 o serie de lucrări de restaurare, demolând și reconstruind turla deteriorată ce amenința să cadă.
Romstorfer a lăsat câteva note asupra bisericii, însoțite, într-o primă fază, de un plan sumar cu câteva cote, apoi de un plan mai elaborat, de o secțiune și de câteva fotografii. Textul publicat în 1898 de Romstorfer, în care acesta descria biserica, a fost reprodus în 1925 de Gheorghe Balș, istoricul arhitecturii moldave. Acest text, împreună cu planurile și fotografiile lui Romstorfer, constituie cea mai importantă sursă de cunoaștere a bisericii.
Biserica „Sf. Procopie” din Bădeuți a fost distrusă cu dinamită de armata austro-ungară în anul 1916, în urma unui atac austriac din timpul Primului Război Mondial asupra unor zone din Bucovina, pe atunci încă teritoriu al Imperiului Austro-Ungar. Pisania a scăpat însă aproape nevătămată și a fost păstrată în mica bisericuță de lemn din cimitirul satului. În anul 1925, istoricul Gheorghe Balș găsea pe locul fostei biserici doar "un morman de pietre și de moloz acoperit cu bălării și cu arbuști". După război, sătenii din Bădeuți au construit o altă biserică, care a păstrat hramul Sfântului Mare Mucenic Procopie.
În perioada 1986-1987 s-au efectuat o serie de cercetări arheologice în locul unde s-a aflat pridvorul bisericii, fiind descoperite importante obiecte de patrimoniu.

## Descrierea bisericii

### Arhitectură
O descriere a bisericii se află în lucrarea "Repertoriul monumentelor și obiectelor de artă din timpul lui Ștefan cel Mare" (Ed. Academiei, București, 1958). Biserica avea plan treflat (formă de cruce), după tradiția bizantină, cu următoarele dimensiuni: lungimea - 22,50 m; lărgimea naosului - 8,75 m și lărgimea absidelor laterale - 11,20 m.
Fațadele bisericii erau din piatră fățuită sau cioplită, blocurile de piatră fiind tencuite cu un mortar alb. Zidurile edificiului erau susținute de șase contraforți înalți de cărămidă (câte doi încadrau absidele laterale și alți doi de formă oblică se aflau în colțurile vestice ale pronaosului) și un picior de contrafort în axul absidei altarului. Tereza Sinigalia considera că era foarte posibil ca acești contraforți să fi fost adăugați ulterior pentru întărirea structurii bisericii. După cum relatează Romstofer, biserica a avut sub streașină și la turlă o "decorație de plăci ornamentale cu rozete și nasturi smălțuite".
Lăcașul de cult avea abside semicirculare la interior și pentagonale în exterior, acestea fiind străpunse de câte o fereastră în ax. Absida altarului era mai amplă decât absidele laterale. Absidele erau împodobite cu firide înalte (câte 5 la cele laterale și 7 la altar), având deasupra lor un rând de ocnițe mici. Deasupra naosului se afla o turlă cilindrică sprijinită pe o bază pătrată și având pereții decorați cu 16 firide și 16 ocnițe mici; turla era străpunsă de patru ferestre mici în cele patru puncte cardinale, deasupra cărora se aflau discuri ceramice. Sub cornișă erau amplasate plăci și discuri ceramice policrom glazurate (în verde, galben și brun). Acoperișul bisericii era din șindrilă, având o formă țuguiată și învelind separat pronaosul, altarul, sânurile și lăsând turla degajată.
În interior, biserica este împărțită în trei încăperi: pronaos, naos și altar. Intrarea se făcea printr-un portal cu ancadrament gotic, aflat pe fațada de sud a pronaosului, ceea ce dovedește că din această direcție venea un drum principal, pornit se pare de la casele domnești aflate în apropiere. Portalul era format din patru arce frânte în retragere, flancate de un arc întrerupt la partea superioarã, iar întregul era încadrat de o ramă rectangulară cu două baghete încrucișate. Încăperile erau luminate prin cinci ferestre mici (una în axul absidei altarului, câte una în absidele laterale, una pe peretele nordic al pronaosului și alta pe peretele vestic al pronaosului - care a fost zidită ulterior), de formă dreptunghiulară și având un ancadrament din două baghete încrucișate de inspirație gotică.
Pronaosul avea formă pătrată, fiind luminat prin două ferestre (una pe peretele nordic și cealaltă pe peretele vestic). Deasupra pronaosului se afla o boltă semicilindrică. Pronaosul era separat de naos printr-un perete străpuns de un portal. Naosul avea la partea superioară o turlă cu 16 fețe sprijinită pe un sistem de arce piezișe moldovenești. Absida altarului era decroșată față de restul construcției, prin amplasarea avansată a catapetesmei fiind formate astfel două nișe (proscomidiarul și diaconiconul).
În curtea bisericii se afla o clopotniță de tip zvoniță, formată dintr-un perete din stâlpi de zid între care atârnau clopotele. Clopotnițele de tip zvoniță apar destul de rar în arhitectura românească, fiind întâlnite numai la bisericile din nordul Moldovei: Biserica Sfânta Treime din Siret, Biserica Adormirea Maicii Domnului din Ițcani (Suceava), Biserica Învierea Domnului din Suceava și Biserica Sfântul Dumitru din Zaharești.

### Iconografie
Lăcașul de cult a fost zugrăvit în frescă atât în interior, cât și pe exterior. Pictura murală interioară a fost curățată în 1887, relevându-se picturi de o deosebită valoare artistică. La sfârșitul secolului al XIX-lea, Romstorfer relata că „pictura interioarã era bine păstrată, ceva ștearsă pe bolți în naos și numai pe pereții din pronaos”.
Picturile din pronaos erau destul de bine păstrate, icoanele fiind așezate pe trei rânduri. Frescele din partea de sus au fost distruse în urma tencuirii sau a prefacerii bolții. De o parte și de alta a ușii de intrare în naos erau reprezentați arhanghelii
Mihail (la stânga) și Gavril (la dreapta), deasupra ușii era pictată Maica Domnului cu pruncul, împreună cu doi îngeri, iar mai sus regii biblici David și Solomon. Pe pereții pronaosului se aflau pictate 15 scene referitoare la viața și martiriul Sfântului Procopie, fiind reprezentate scenele în care fața Sf. Procopie îi este zgâriată cu mănuși de fier, sfântul este lovit cu ciomegele și străpuns cu săgeți înroșite. În registrul inferior era reprezentat grupul Femeilor Sfinte.
Picturile din naos erau încă bine păstrate. Pe peretele de vest al naosului, lângă intrare, se afla tabloul votiv în care era reprezentat ctitorul (Ștefan cel Mare) alături de familia sa și împreună cu Sfântul Mucenic Procopie, prezentând ctitoria lui Hristos. În tabloul votiv, voievodul purta barbă. Pe pereții naosului se aflau reprezentate scene referitoare la patimile lui Hristos (Prinderea lui Iisus, Judecata lui Iisus, Răstignirea, Coborârea de pe Cruce, Punerea în mormânt a lui Hristos), Maica Domnului cu Pruncul, Schimbarea la Față, Adormirea Maicii Domnului, Anastasis, Deisis, Filoxenia lui Avraam și Sfinții Militari. În conca absidei de nord era reprezentată scena Pogorârea Sf. Duh, iar în cea de sud apărea Iisus la 12 ani în Templu. Ciclul Patimilor se desfășoară începând de pe peretele de nord, de lângă iconostas, continuă pe cel de vest și se termină pe cel de sud tot lângă iconostas.
Frescele altarului erau foarte clare, îndeosebi pe boltă. Icoanele erau așezate pe trei rânduri, separate de un bandou ornamental. Pe primul rând erau reprezentări ale opt Sfinți Părinți, în rândul al doilea erau pictate scenele Cina cea de taină și Spălarea picioarelor și pe al treilea rând se aflau icoane ale heruvimilor. Pe bolta altarului era reprezentată Maica Domnului pe tron înconjurată de îngeri.
Pictura murală exterioară a fost distrusă cu prilejul reparațiilor din 1790, când pereții exteriori au fost văruiți. La începutul secolului al XX-lea, Władysław Podlacha mai distingea unele urme de pictură pe peretele sudic, el remarcând doar fresca Arborele lui Iesei, aflată la dreapta portalului de intrare în biserică. Analizând fotografiile vechi, cercetătoarei Tereza Sinigalia i se pare că observă și urmele unui Imn Acatist la vest de ușa de intrare.

## Imagini

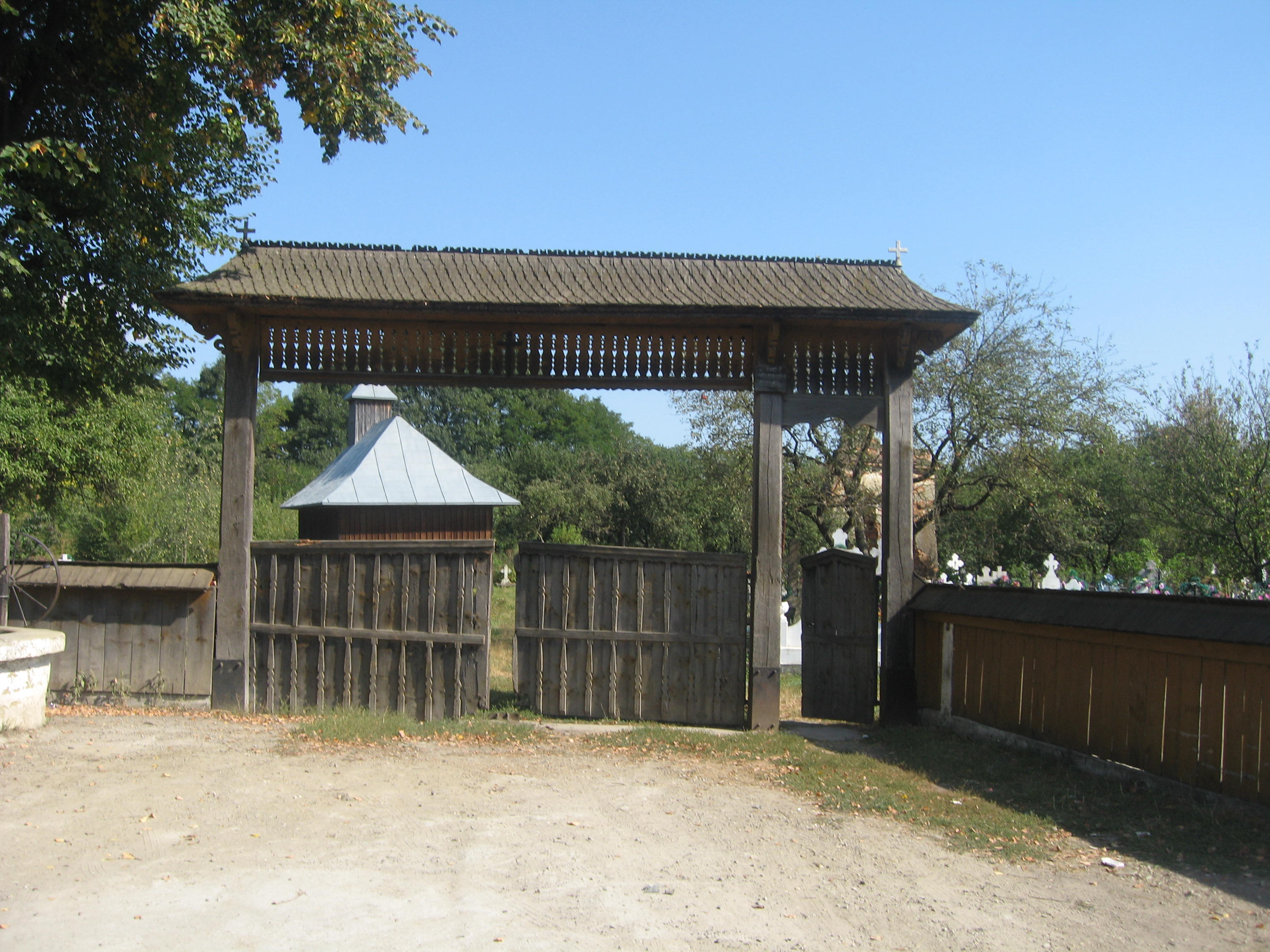
Poarta de intrare în cimitirul satului
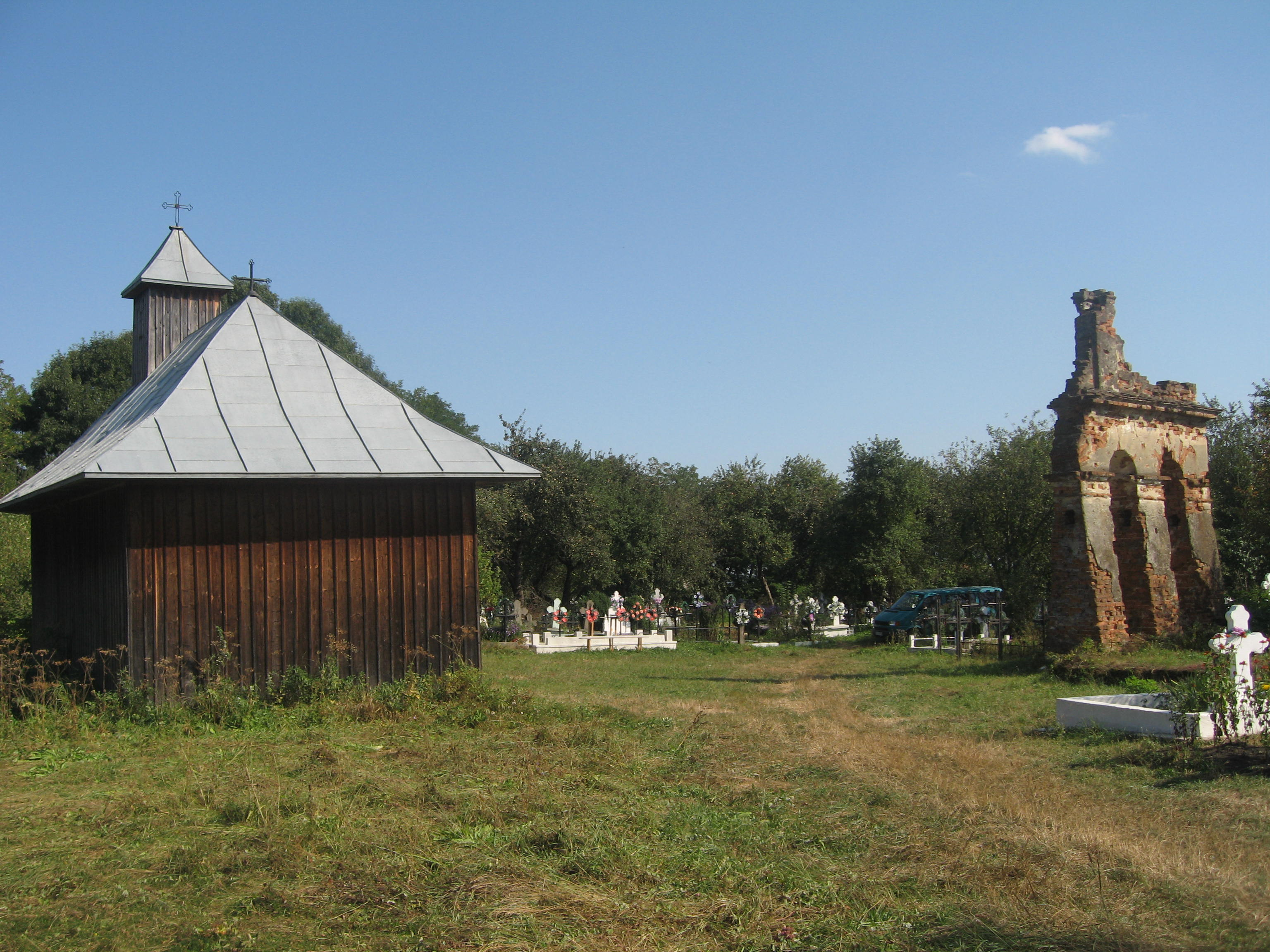
Biserica de lemn şi ruinele bisericii ştefaniene
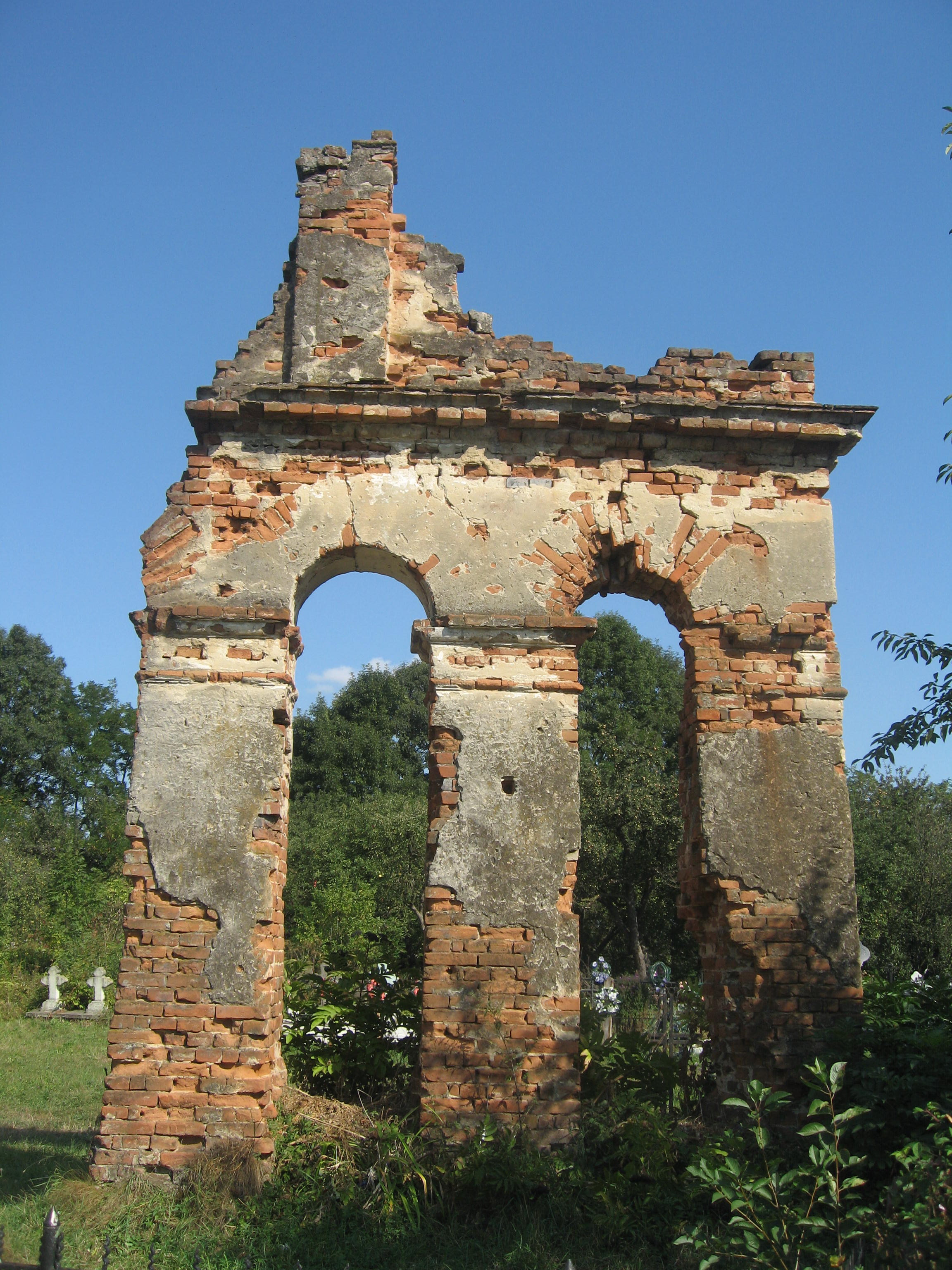
Rest de perete de pe latura de vest a bisericii
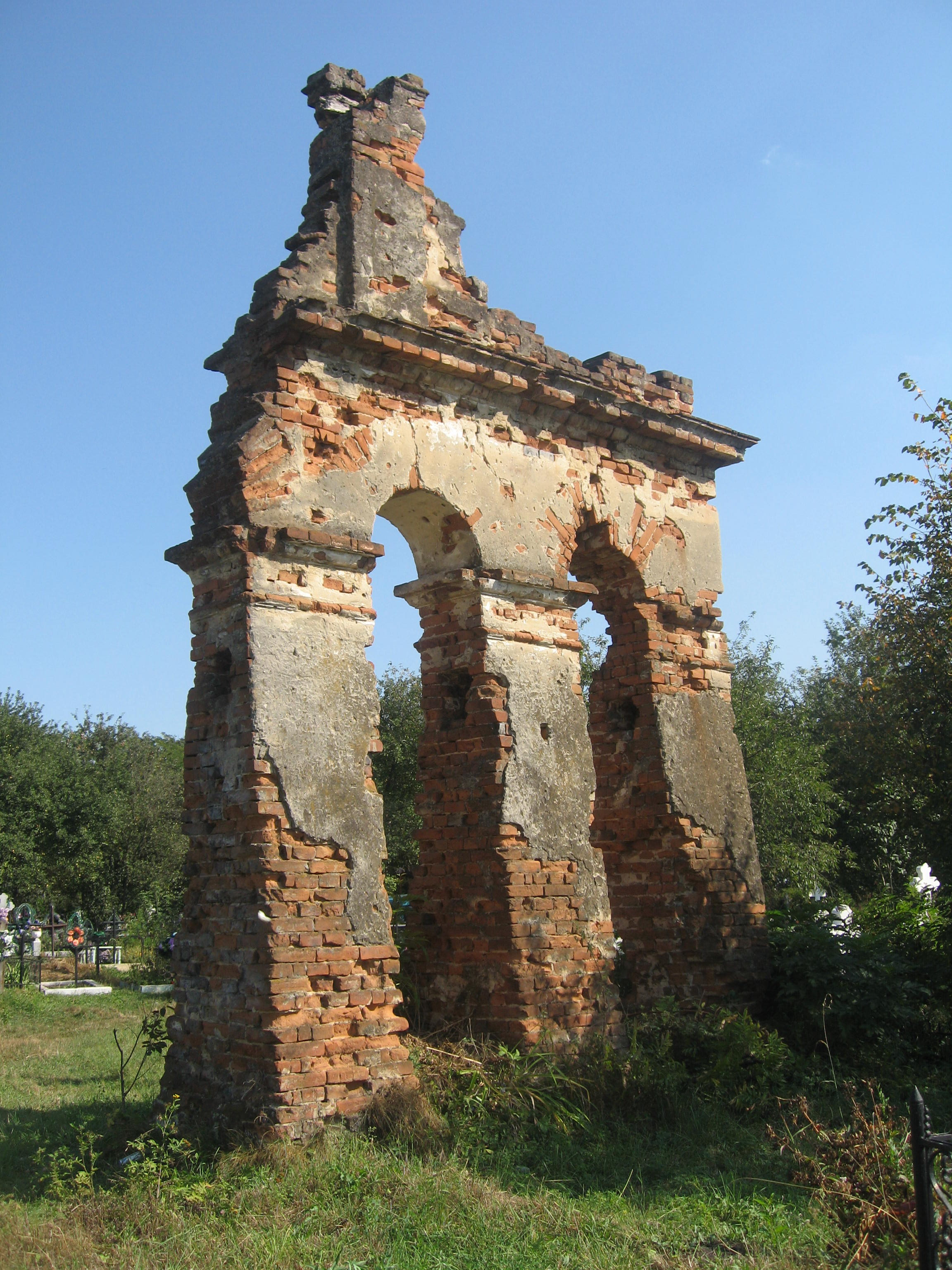
Rest de perete de pe latura de vest a bisericii
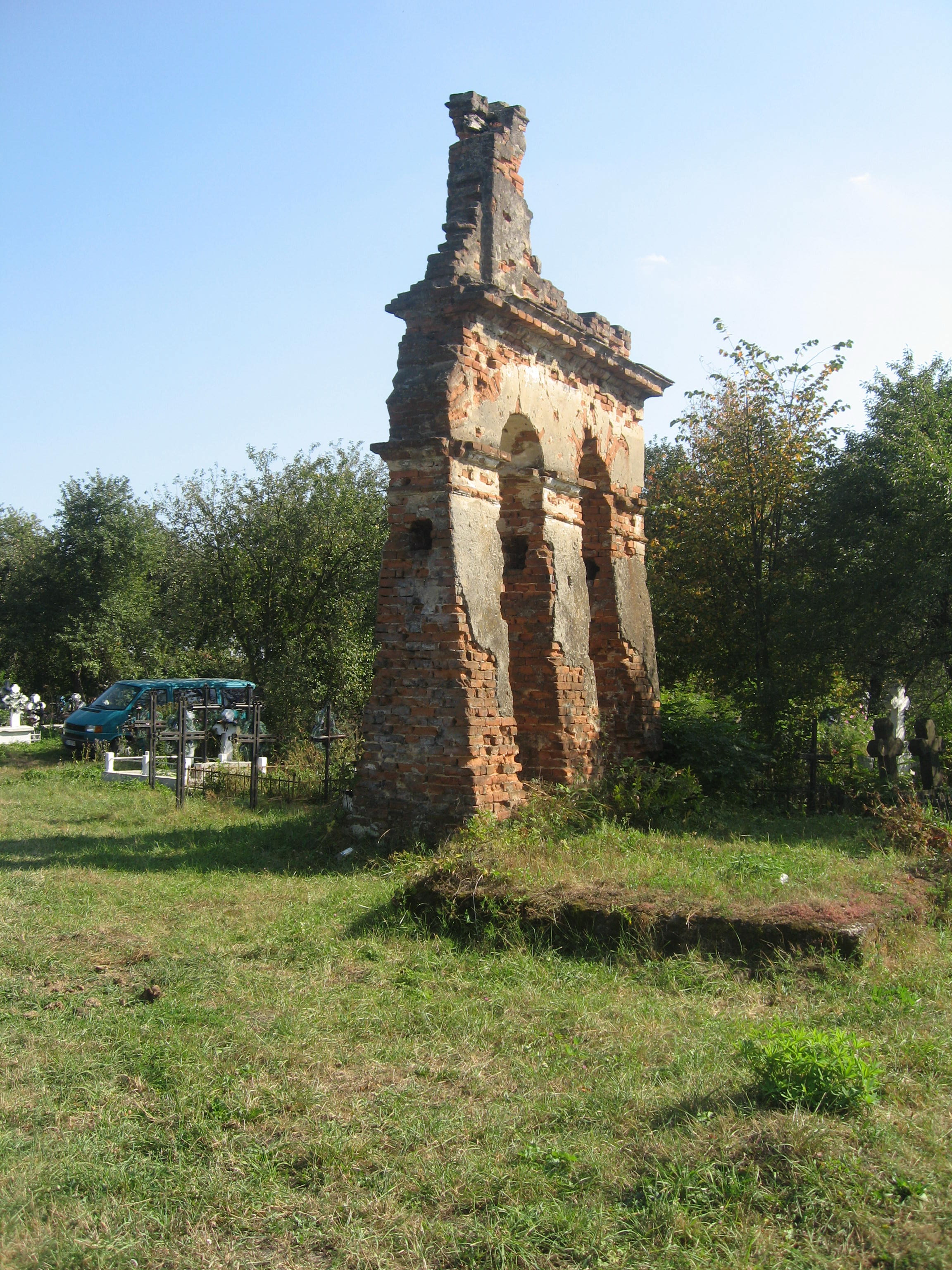
Peretele rămas în picioare
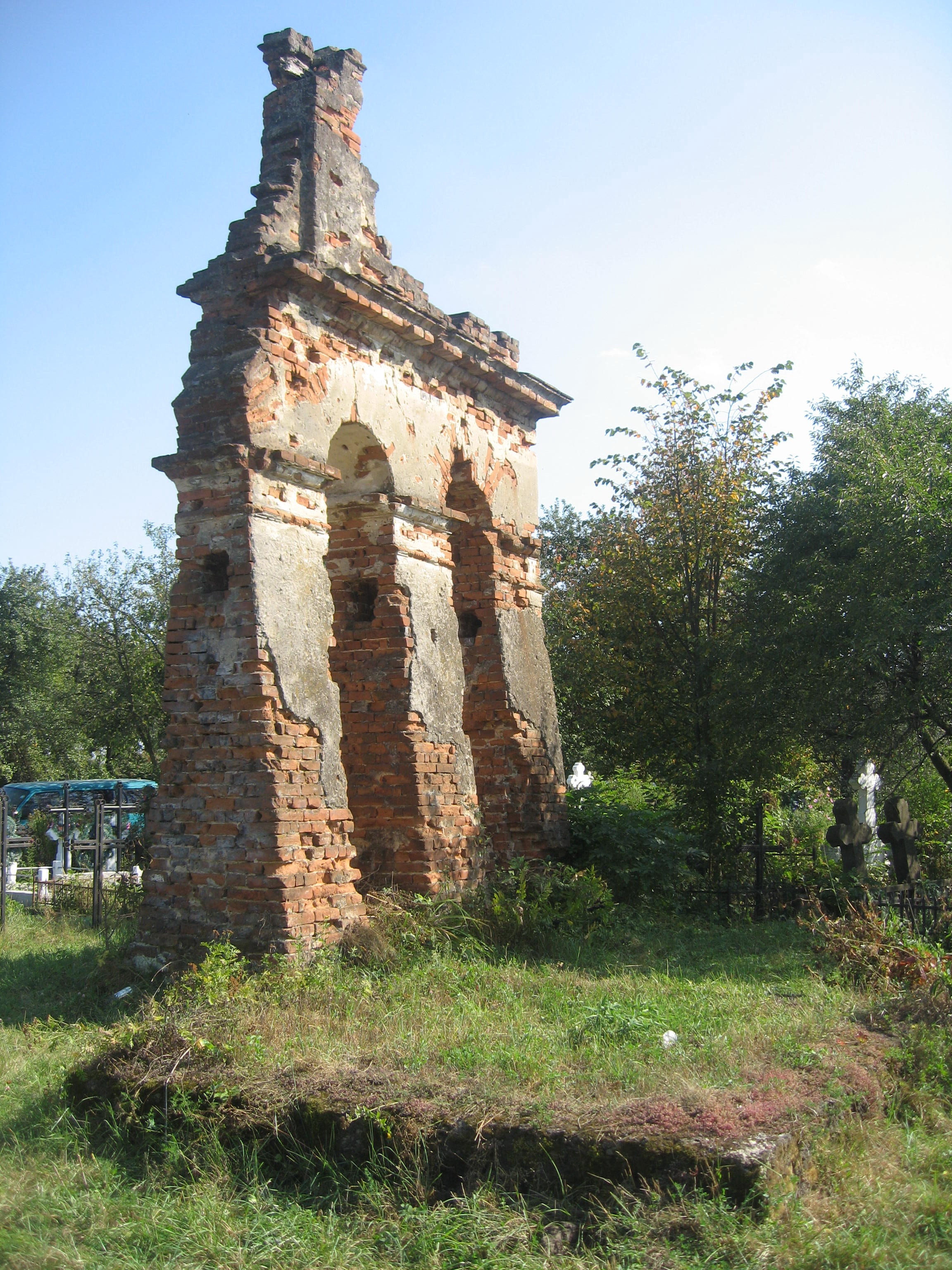
Ruine
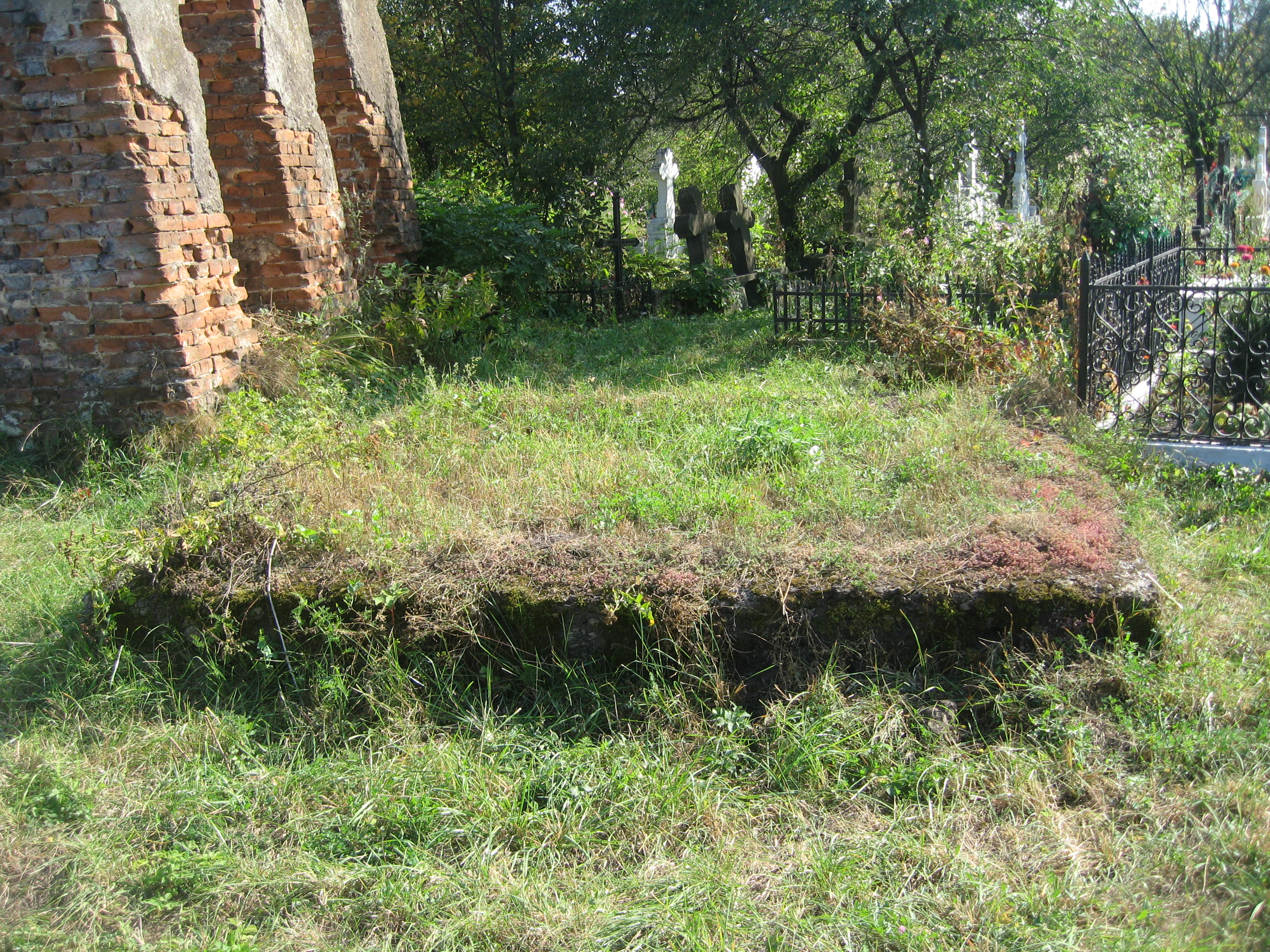
Ruine
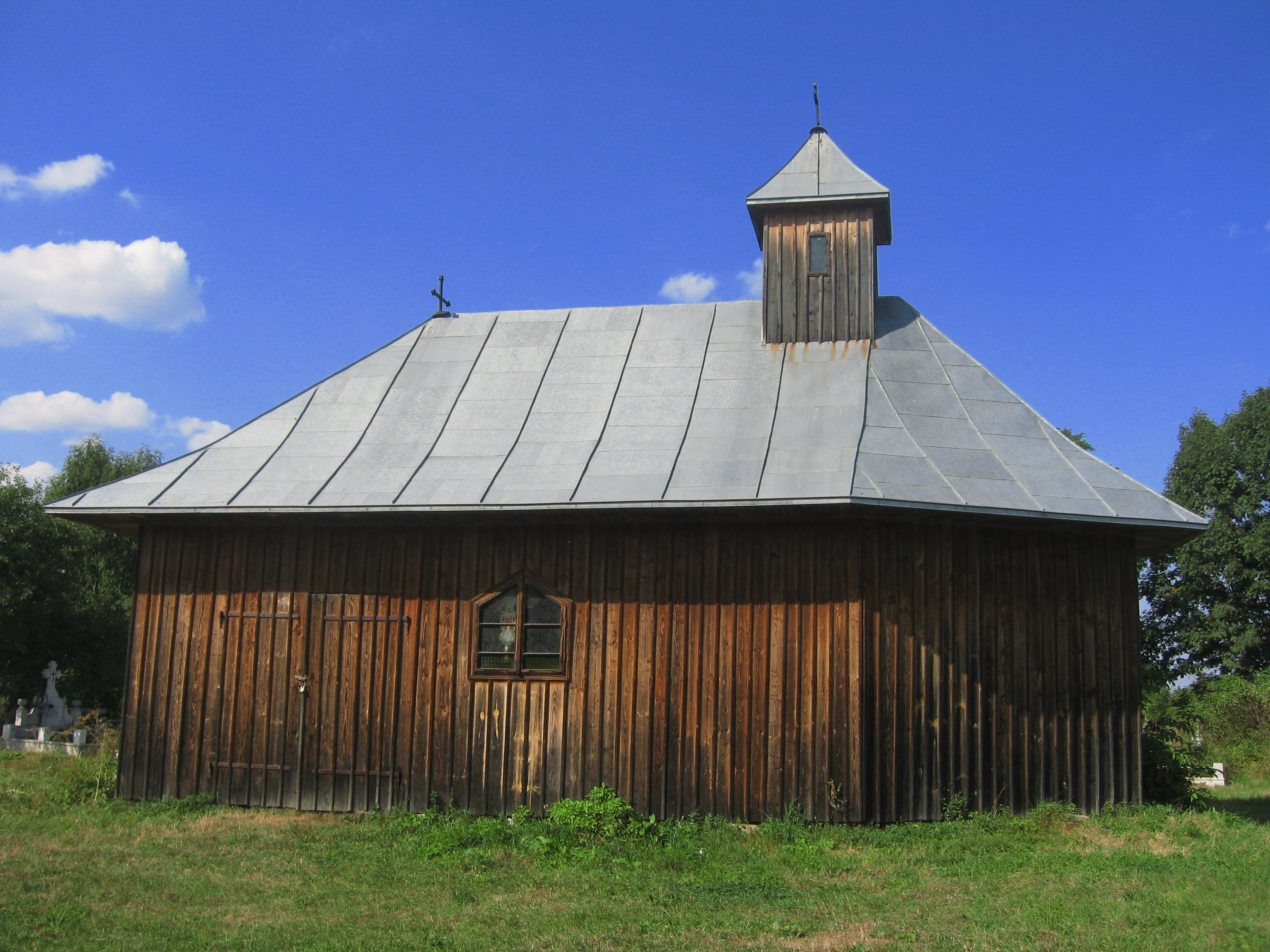
Biserica de lemn din cimitirul satului